# Cool Cities Initiative
Cool Cities Initiative började som ett initiativ som startades av Michigans guvernör Jennifer Granholm för att stimulera tillväxt och investeringar i städer i mellanvästern. Initiativet föreslogs 2003 som svar på kompetensflykten av studenter som gick på universitet i Michigan och sedan sökte arbete utanför delstaten.
Cool Cities-initiativet inspirerades av Dr. Richard Floridas bok från 2002, The Rise of the Creative Class.
Finansierade projekt:
Cool Cities finansierade 1,9 miljoner dollar i katalysatorbidrag i Michigan.
Stadium District, söder om Oldsmobile Park i Lansing, ombyggdes med hjälp av ett bidrag från Cool Cities-projektet.